# Nunzia De Girolamo
Nunzia De Girolamo (ur. 10 października 1975 w Benewencie) – włoska polityk i prawniczka, deputowana, od 2013 do 2014 minister polityki rolnej, żywnościowej i leśnej w rządzie Enrica Letty.

## Życiorys
Ukończyła studia prawnicze na Uniwersytecie Rzymskim – La Sapienza. Uzyskała uprawnienia adwokata, podejmując praktykę zawodową. W 2007 zaangażowała się w działalność polityczną w ramach Forza Italia i następnie Ludu Wolności. W 2008 została wybrana w skład Izby Deputowanych XVI kadencji. Reelekcję na XVII kadencję uzyskała w 2013.
27 kwietnia 2013 kandydat na premiera Enrico Letta ogłosił jej nominację na urząd ministra polityki rolnej, żywnościowej i leśnej, który objęła następnego dnia. 15 listopada 2013 przeszła do Nowej Centroprawicy, którą powołał wicepremier Angelino Alfano. 27 stycznia 2014 odeszła z rządu. W 2015 dołączyła do Forza Italia.
Jej mężem jest Francesco Boccia, polityk centrolewicowej Partii Demokratycznej.